# Velo islamico
Il velo islamico, o più semplicemente velo, è un indumento in uso tra le donne musulmane. Ne esistono diversi tipi, ciascuno fortemente legato all'area di appartenenza geografica della donna, riflettendone la cultura e l'aspetto puramente religioso.

## Tipologie

### Veli diffusi in tutti i Paesi islamici

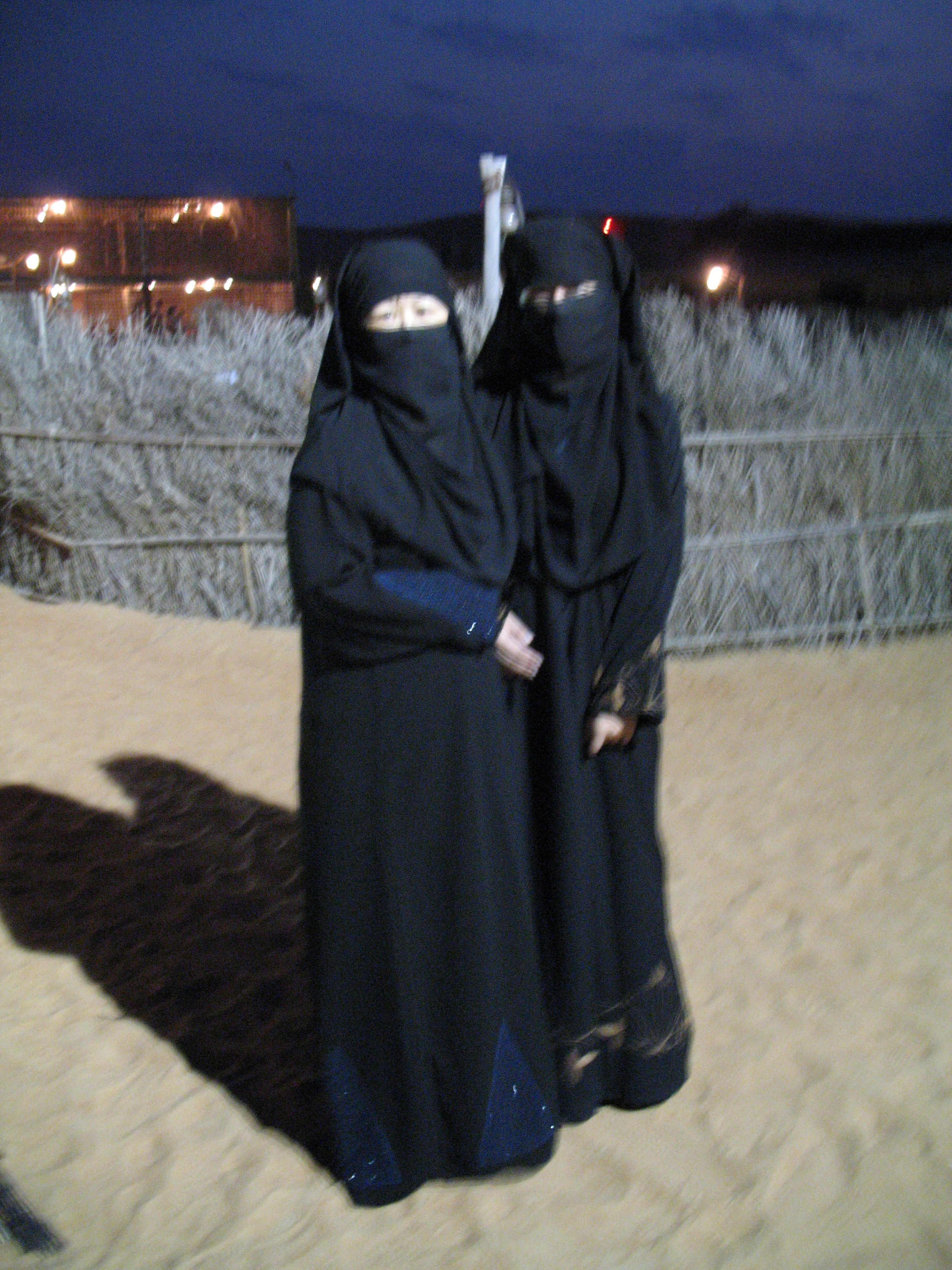
Donne che indossano l'abaya sul corpo e il niqab sul capo

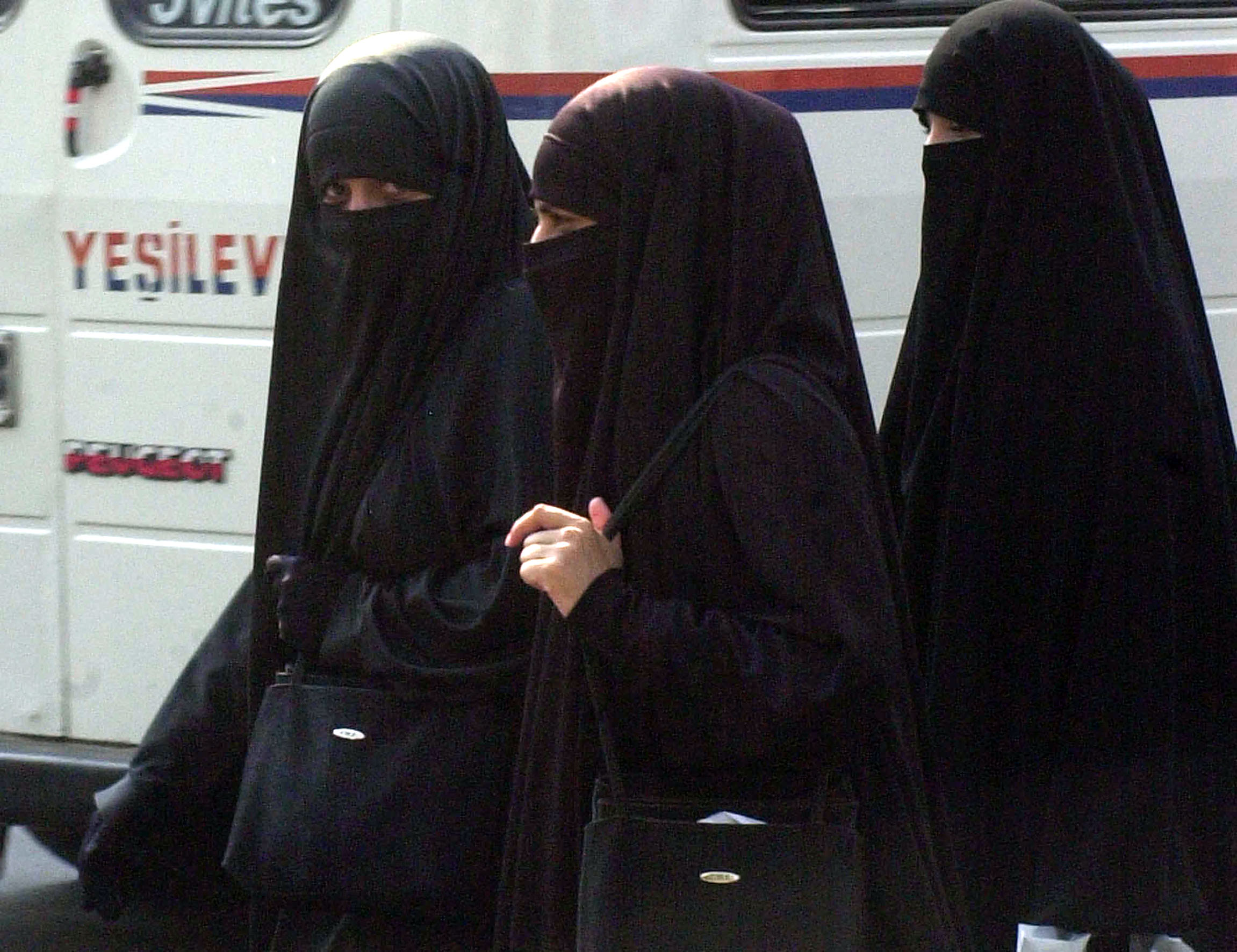
Donne che indossano il niqab

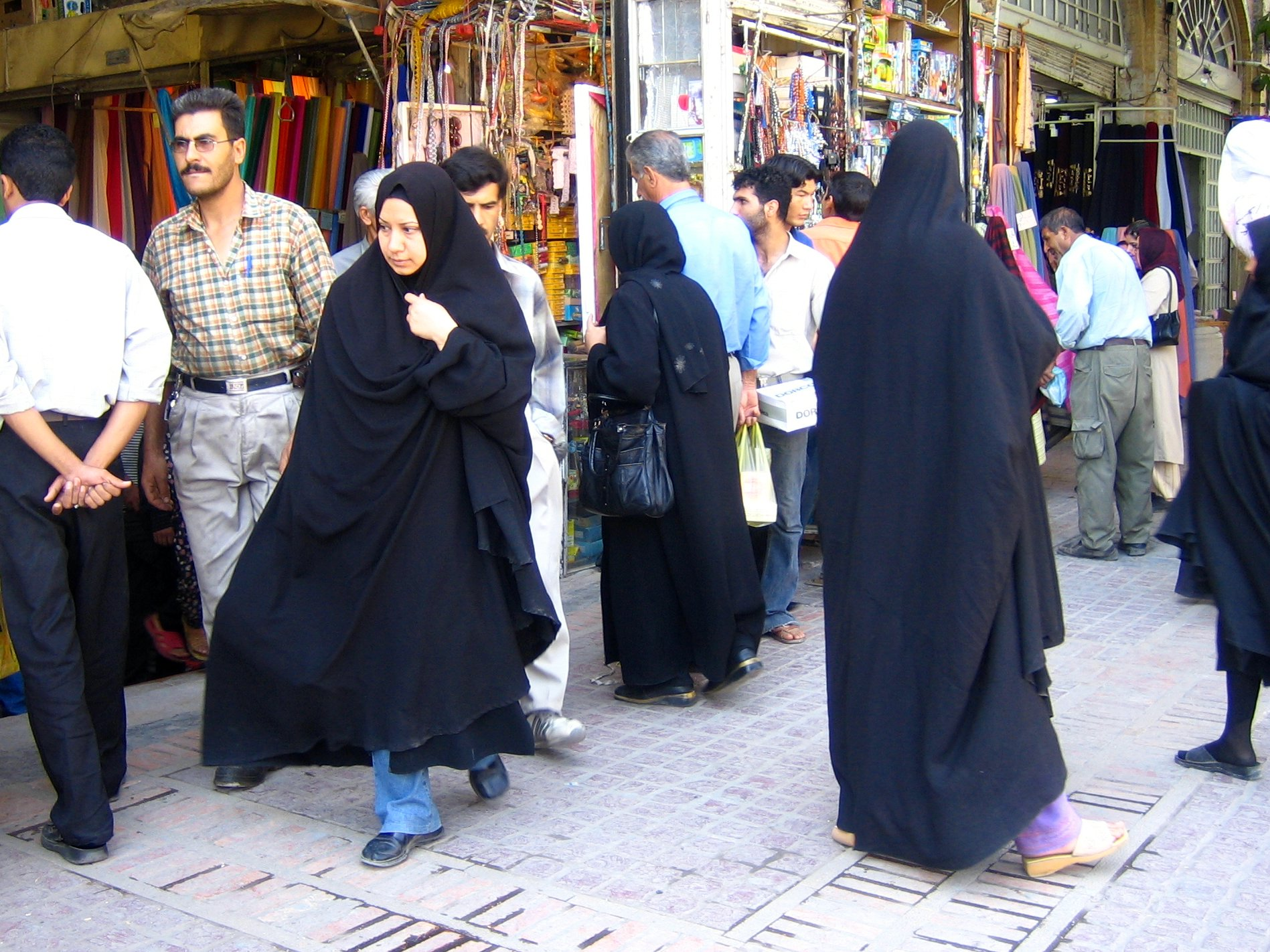
Donne che indossano il chador

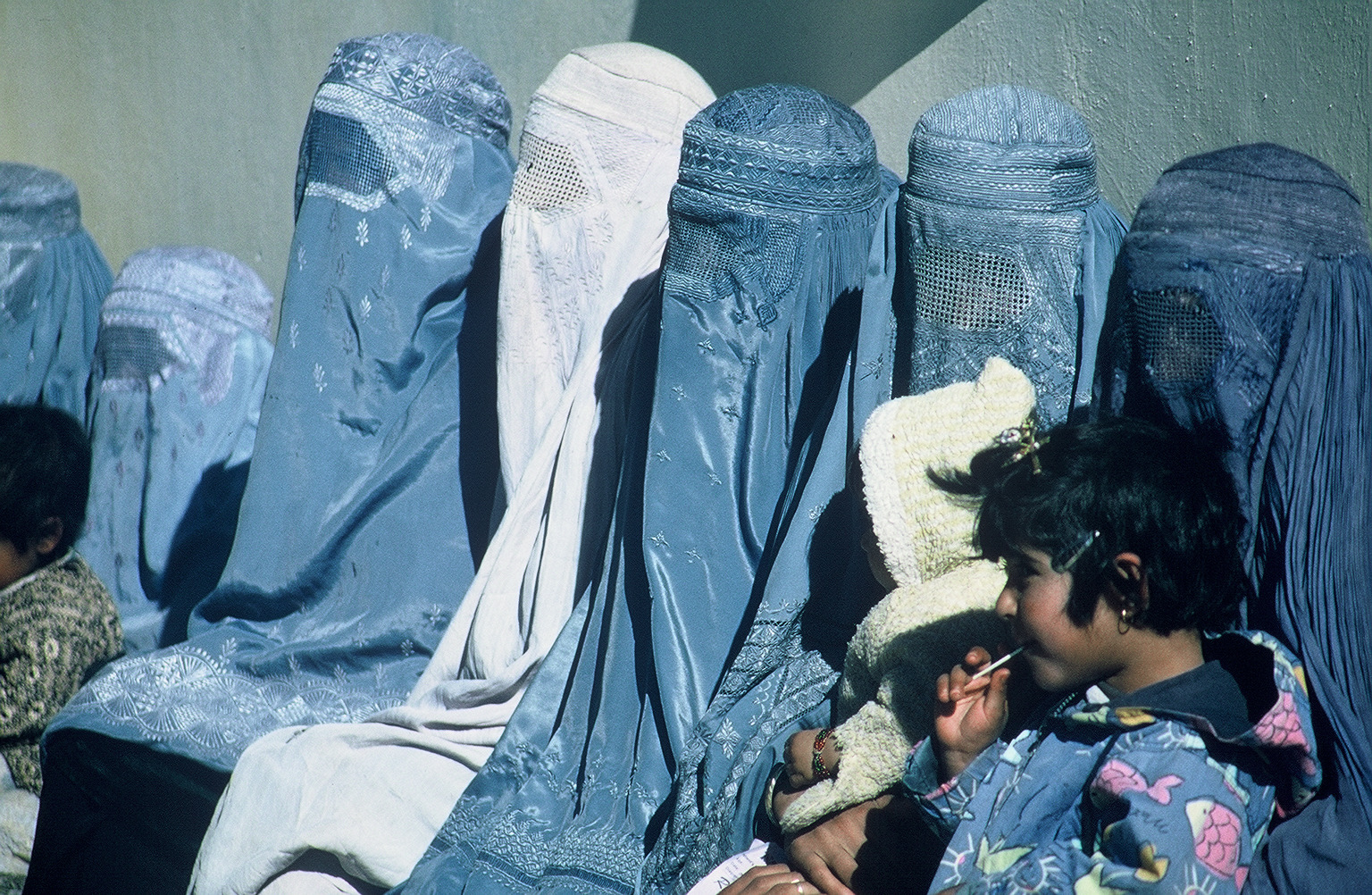
Donne che indossano il burqa

- Hijab, normale foulard che copre i capelli e il collo della donna, lasciando scoperto il viso. Sebbene nel Corano la parola venga utilizzata in maniera generica, oggi è diffusa per indicare la copertura minima prevista dalla shari'a per l'uomo e soprattutto per la donna musulmana. Questa copertura prevede non solo che la donna veli il proprio capo (nascondendo fronte, orecchie, nuca e capelli), ma anche che indossi un vestito lungo e largo, in modo da celare le forme del corpo.
- Khimar, mantello che copre dalla testa in giù, in alcuni modelli fino a sotto i fianchi, altri fino alle caviglie; a seconda della tradizione locale può avere un velo che copre anche il viso.
- Jilbab, lungo abito che copre completamente il corpo della donna. Oggi si usa come sinonimo di abaya (vedi sotto).

### Veli diffusi nel Vicino Oriente e in Egitto
- Niqab: (spesso confuso con il Burqa) è il velo che copre il volto della donna e che può (nella maggior parte dei casi) lasciare scoperti gli occhi. Il Niquab è suddiviso in altri due veli quello saudita e quello yemenita. Il primo è un copricapo composto da uno, due o tre veli, con una fascia che, passando dalla fronte, viene legata dietro la nuca. Il secondo è composto da due pezzi: un fazzoletto triangolare a coprire la fronte (come una bandana) e un altro rettangolare che copre il viso da sotto gli occhi a sotto il mento.
- Abaya (Golfo Persico), un abito lungo dalla testa ai piedi, leggero ma coprente, lascia completamente scoperta la testa, ma normalmente viene indossato sotto ad un niqab.

### Veli diffusi in Iran
- Chador: generalmente nero, indica sia un velo sulla testa, sia un mantello su tutto il corpo.

### Veli diffusi in Afghanistan
- Burqa: per lo più azzurro, con una griglia all'altezza degli occhi, copre interamente il corpo della donna. Anche se  il Burqa viene ideato alla fine del 1800 per volontà del Re dell’Afghanistan,[senza fonte] assolve più tardi le funzioni del niqab e del khimar.

## Moda islamica

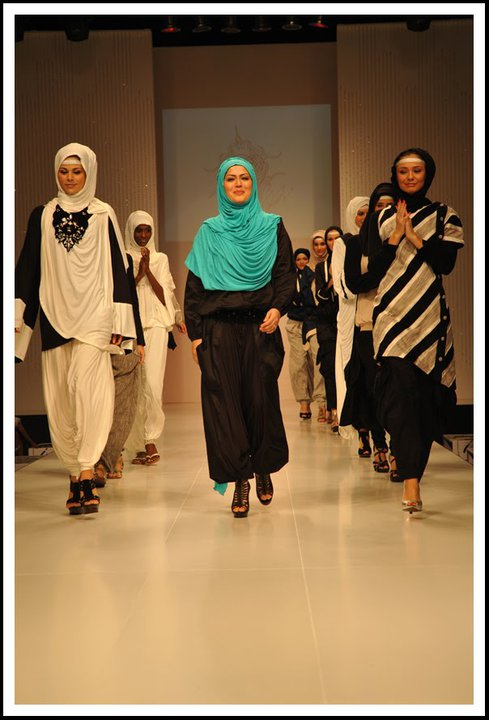
Modelle sfilano all'Islamic Fashion Festival

Il settore della moda islamica rappresenta un mercato in espansione: se nel 2012 il suo valore era calcolato in 224 miliardi di dollari, si stima che per il 2018 raggiungerà il valore di 322 miliardi. 
I paesi che più spendono in questo settore sono la Turchia, con 25 miliardi di dollari, l'Iran (21), l'Indonesia (17), l'Egitto (16), l'Arabia Saudita (15), il Pakistan (14).
Complessivamente, il mercato della moda musulmana è secondo solo a quello degli Stati Uniti, che genera 494 miliardi di dollari. Intuendone le potenzialità, alcuni marchi europei, come Valentino, hanno avviato la produzione di vestiti pensati per consumatori di cultura musulmana.
Grande successo ha avuto anche la prima rivista turca dedicata alla moda islamica, Ala, nata nel 2011.
Espressioni della moda islamica sono anche quei concorsi di bellezza conformi alla tradizione e alle leggi islamiche; il più famoso dei quali è il World Muslimah Award. La vincitrice dell'edizione 2014, l'informatica tunisina Fatma Ben Guefrache, ha dichiarato all'incoronazione: «Possa Allah aiutarmi in questa missione e liberare la Palestina e il popolo siriano».

## Il velo integrale in Italia
A parte qualche sporadica e isolata ordinanza municipale che ne dispone la proibizione punibile con sanzioni amministrative (vedi il caso di Novara), indossare un velo integrale in Italia non è un reato.
Coloro che si oppongono alla libera circolazione di donne con il viso velato si appellano all'art. 85 del Testo Unico delle Leggi di Pubblica Sicurezza (R.D. n. 773/1931) e alla legge n. 152/1975, il cui art. 5 (come sostituito dall'art. 2 della legge n. 533/1977 e successivamente modificato dall'art. 10, comma 4-bis del decreto-legge n. 144/2005, convertito con modificazioni dalla legge n. 155/2005) recita:
"È vietato l'uso di caschi protettivi, o di qualunque altro mezzo atto a rendere difficoltoso il riconoscimento della persona, in luogo pubblico o aperto al pubblico, senza giustificato motivo. È in ogni caso vietato l'uso predetto in occasione di manifestazioni che si svolgano in luogo pubblico o aperto al pubblico, tranne quelle di carattere sportivo che tale uso comportino. Il contravventore è punito con l'arresto da uno a due anni e con l'ammenda da 1.000 a 2.000 euro. Per la contravvenzione di cui al presente articolo è facoltativo l'arresto in flagranza."
Sulla interpretazione della clausola "senza giustificato motivo" si è già espresso il Consiglio di Stato, che ha ritenuto la matrice religiosa e/o culturale un giustificato motivo per poter circolare indossando un niqab, un burqa, o un altro tipo di velo islamico che ricopra il viso.
La ratio legis di questa norma, diretta alla tutela dell'ordine pubblico, è infatti quella di evitare che l'utilizzo di caschi o di altri mezzi possa avvenire con la finalità di evitare il riconoscimento. Tuttavia, un divieto assoluto vi è solo in occasione di manifestazioni che si svolgano in luogo pubblico o aperto al pubblico, tranne quelle di carattere sportivo che tale uso comportino. Negli altri casi, l'utilizzo di mezzi potenzialmente idonei a rendere difficoltoso il riconoscimento è vietato solo se avviene "senza giustificato motivo". Con riferimento al “velo che copre il volto”, si tratta di un utilizzo che generalmente non è diretto a evitare il riconoscimento, ma costituisce attuazione di una tradizione di determinate popolazioni e culture. In questa sede al giudice non spetta dare giudizi di merito sull'utilizzo del velo, né verificare se si tratti di un simbolo culturale, religioso, o di altra natura, né compete estendere la verifica alla spontaneità, o meno, di tale utilizzo.  Ciò che rileva sotto il profilo giuridico è che non si è in presenza di un mezzo finalizzato a impedire senza giustificato motivo il riconoscimento. Secondo altra e diversa corrente di pensiero il "giustificato motivo"  non può rivenirsi "negli usi e consuetudini" quando esse siano "contrarie alla legge" (usi "contra legem") e quando, soprattutto, siano consuetudini non italiane, quindi non locali. Inoltre la libertà religiosa (costituzionalmente garantita) qui non può essere invocata, poiché il Corano non impone letteralmente di coprire integralmente il volto della donna (a cui impone un abbigliamento "morigerato"), ecco perché infatti solo in alcuni Paesi islamici (una minoranza) e non in tutti si usa il velo integrale.
Il citato articolo 5 della legge n. 152/1975 consente nel nostro ordinamento che una donna indossi il velo per motivi religiosi o culturali; le esigenze di pubblica sicurezza sono soddisfatte dal divieto di utilizzo in occasione di manifestazioni, e dall'obbligo per tali persone di sottoporsi all'identificazione e alla rimozione del velo, ove necessario a tal fine. Resta fermo che tale interpretazione non esclude che in determinati luoghi o da parte di specifici ordinamenti possano essere previste, anche in via amministrativa, regole comportamentali diverse incompatibili con il suddetto utilizzo, purché ovviamente trovino una ragionevole e legittima giustificazione sulla base di specifiche e settoriali esigenze.
La Giunta della Regione Lombardia ha modificato il regolamento di accesso alle strutture regionali e agli ospedali vietando espressamente l'ingresso a chi si presenta (in generale anche indossando abiti come burqa e niqab) con il volto coperto, motivo per il quale potrà essere respinto. "Fratelli d'Italia", ha annunciato la presentazione di un'interrogazione analoga a Palazzo Marino «per chiedere di impedire l'ingresso negli edifici ed enti comunali alle donne islamiche con velo integrale, come il niqab o il burqa».
Va precisato, però, che in sede giurisdizionale il Consiglio di Stato ha solo funzione di tutela nei confronti degli atti della Pubblica Amministrazione. In particolare il Consiglio di Stato è il Giudice di secondo grado della giustizia amministrativa, ovvero il Giudice d'appello avverso le decisioni dei TAR, e nella sentenza richiamata si annullò un ricorso avverso decisione del TAR sostanzialmente per motivi di merito procedurale e gerarchico.
Rimane stabilito peraltro (Sentenza TAR Friuli-Venezia Giulia n. 645 – 16.10.06) "che a prescindere dai singoli casi concreti in cui ogni agente di pubblica sicurezza è tenuto a valutare caso per caso se la norma di legge possa o meno ritenersi rispettata, un generale divieto di circolare in pubblico indossando tali tipi di coperture può derivare solo da una norma di legge che lo specifichi (allo stato attuale non esistente), il che è tra l'altro in linea con le implicazioni politiche di una simile decisione."

## Divieto del velo islamico

### Francia e Belgio
Nel 2010 il parlamento ha approvato il divieto del velo islamico che copre il viso su tutti i luoghi pubblici del territorio nazionale. Nel 2014 la corte europea dei diritti dell'uomo ha dichiarato che ciò non lede la libertà di religione.

### Canton Ticino
Nel settembre 2013 il cantone svizzero di lingua italiana è la prima regione al mondo a vietare la dissimulazione del viso nei luoghi pubblici dopo votazione popolare.
Nel novembre 2015 il consiglio federale svizzero approva il suo inserimento nella costituzione cantonale ticinese.